# Takapoto (atolón)
Takapoto es un atolón del archipiélago de las Tuamotu en Polinesia Francesa en el grupo de las Islas del Rey Jorge. Depende administrativamente de la comuna de Takaroa.

## Geografía

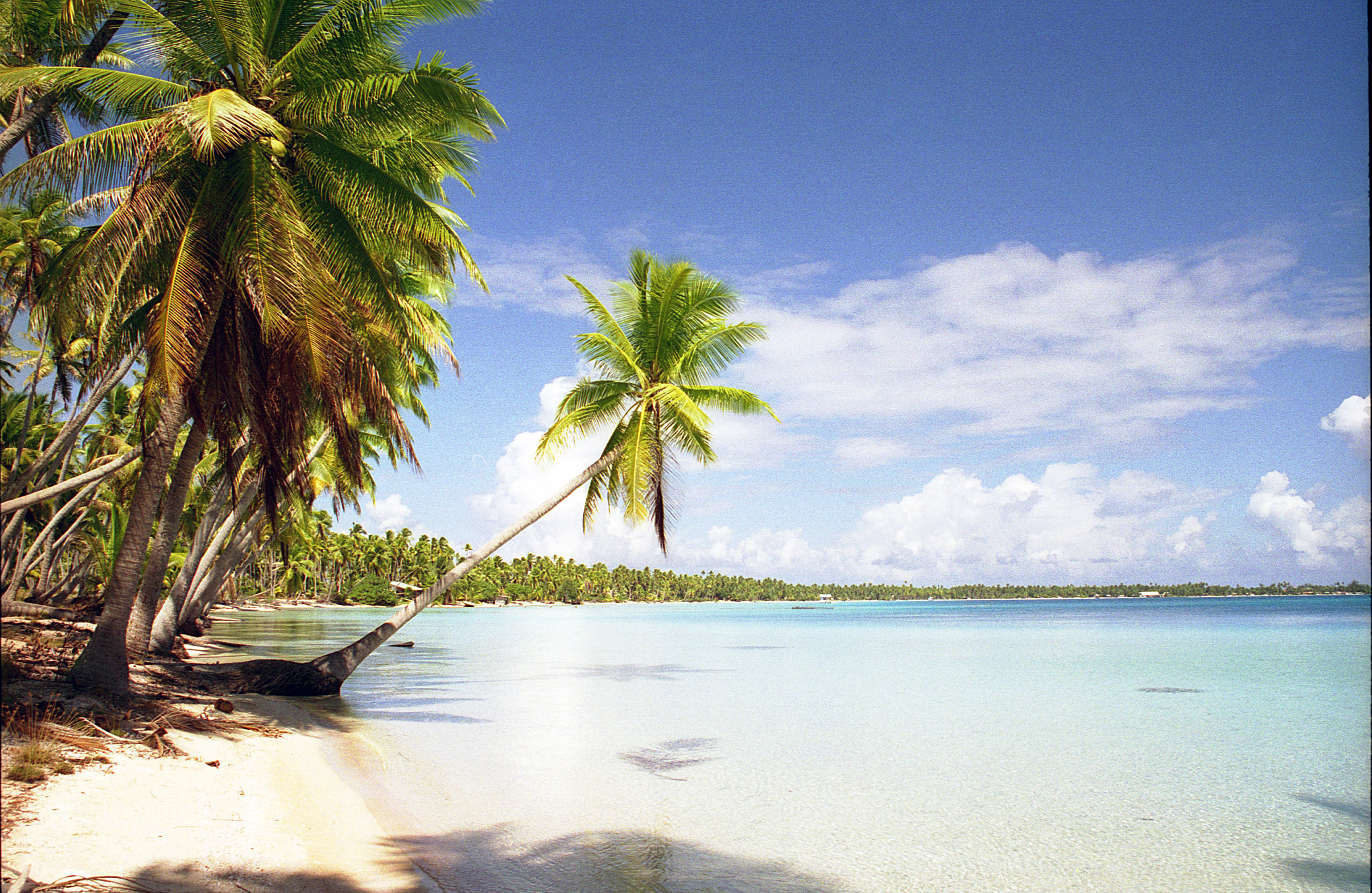
Vista de la laguna de Takapoto.

Takapoto está ubicada a 9 km al suroeste de Takaroa, la isla más cercana, y a 538 km al noreste de Tahití. El atolón es de forma oval con 20 km de longitud y 6,7 km de anchura máxima con una superficie de 15 km². Su laguna, sin pasos, pero accesible por un canal muy poco profundo sito al este, cubre una superficie de 85 km² y presenta una ligera hipersalinidad.
Desde un punto de vista geológica, el atolón es una fina acumulación de corales (de sólo algunos metros) sobre la cumbre del monte volcánico submarino homónimo, que asciende 2.780 metros desde la corteza oceánica, formado entre 55,5 a 58,2 millones de años.
En 2012 contaba con 380 personas, principalmente cerca del pueblo de Fakatopatere.

## Historia

### Población polinesia
Restos arqueológicos en Takapoko, cerca de maraes, delatan la presencia en una extensión de 45000 m² de al menos 275 «fosas agrícolas», creadas por unidades familiares de tres a cuatro personas para alcanzar la humedad latente de la capa de la agua de precipitación retenida en el suelo coralino, en donde se depositaban los plantones y compost para el cultivo de taro, cuyos tubérculos eran recolectados cada 6 meses por los residentes del atolón.

### Contacto con los europeos
La primera mención atestiguada del atolón fue hecha por los exploradores holandeses Willem Schouten y Jacob Le Maire el 14 de abril de 1616 quienes lo nombraron Zondenground Eiland,. Posteriormente, el también holandés Jakob Roggeveen visitó el atolón el 19 de mayo de 1722 y lo renombró Schadelijk Eiland. John Byron desembarcó en él el 9 de junio de 1765 nombrándolo Uia.
Otros exploradores que visitaron el atolón fueron el germano-báltico Otto von Kotzebue el 22 de abril de 1816, Jules Dumont D'Urville durante su expedición de circunnavegación en septiembre de 1818 y finalmente por el americano Charles Wilkes, durante su expedición austral el 3 de septiembre de 1839. que lo denominará King George Island.

### Periodo moderno
En el siglo XIX, Takapoto se incorporó como territorio francés, estando en aquella época habitado por unas 150 personas dedicadas a la producción de aceite de coco (con aproximadamente 10-12 barriles por año hacia 1860). En 1879, durante un periodo de ocupación inglesa, se construyó una pequeña prisión. En 1920, se erigió un faro por los habitantes del atolón e inaugurado el 11 de noviembre de 1922 en presencia en el administrador colonial Ferrouce.
Takapoto fue golpeado en 1982 y 1983 por dos ciclones que provocaron importantes deterioros sobre los arrecifes orientales del atolón.

## Economía
Históricamente el atolón participaba de manera notable en la producción de ostras de nácar en Polinesia Francesa que, a principios del siglo XX alcanzaba una media de 15 a 30 toneladas por año; actividad que ha disminuido fuertemente desde entonces.
Takapoto vive esencialmente del cultivo de la perla y del turismo. Desde 1973, posee un pequeño aeródromo,vcon una pista de 950 m de longitud, ubicado al sur del atolón en la punta Teumukuriri cerca del pueblo de Fakatopatere.

## Fauna y flora
El bosque de Takapoto está constituido por cocos y Pisonia. El atolón alberga una población endémica de Acrocephalus caffer y de Ptilinopus coralensis. La laguna posee variedades de moluscos tales como Tridacna maxima, Pinctada margaritifera, Arca ventricosa y Chama iostoma.
Debido a ello, el atolón está clasificado como área de conservación biológica de mayor importancia por la IUCN.